# Lost Highway: The Concert
Lost Highway: The Concert è il quarto DVD live pubblicato dalla rock band statunitense Bon Jovi. Il DVD è stato registrato nel luglio 2007 a Chicago, di fronte a un pubblico in studio di circa 400 persone. La scaletta prevede tutte le canzoni dell'album Lost Highway con lo stesso ordine del CD più tre hit storiche: It's My Life, Wanted Dead Or Alive e Who Says You Can't Go Home.

## Scaletta
1. Lost Highway - 5:26
2. Summertime - 4:19
3. (You Want To) Make A Memory - 4:55
4. Whole Lot of Leavin' - 4:41
5. We Got It Going On - 5:15
6. Any Other Day - 8:08
7. Seat Next To You - 7:26
8. Everybody's Broken - 5:21
9. Till We Ain't Strangers Anymore - 6:06
10. The Last Night - 3:54
11. One Step Closer - 3:50
12. I Love This Town - 4:53
13. It's My Life - 4:50
14. Wanted Dead or Alive - 5:43
15. Who Says You Can't Go Home - 8:28

Durata totale: 83:15

### Clear Channel Stripped Bonus Performances (solo per alcune versioni del DVD)
1. Hallelujah - 6:06
(cover dell'omonimo brano di Leonard Cohen)
2. (You Want To) Make A Memory - 4:25
3. Lost Highway - 4:15
4. Wanted Dead or Alive - 5:09
5. Who Says You Can't Go Home - 4:52
6. Whole Lot of Leavin' - 4:06

Durata totale: 28:53

## Musicisti

### Bon Jovi
- Jon Bon Jovi - voce principale, chitarra ritmica
- Richie Sambora - chitarra principale, cori
- David Bryan - tastiere, cori
- Tico Torres - batteria

### Aggiuntivi
- Hugh McDonald - basso, cori
- Bobby Bandiera - chitarra ritmica
- Lorenza Ponce - violino
- Kurt Johnston - Pedal steel guitar